# Las Joyas, Maravatío
Las Joyas är en ort i Mexiko.   Den ligger i kommunen Maravatío och delstaten Michoacán de Ocampo, i den södra delen av landet, 130 km väster om huvudstaden Mexico City. Las Joyas ligger 2 425 meter över havet och antalet invånare är 176.
Terrängen runt Las Joyas är kuperad åt nordost, men åt sydväst är den platt. Runt Las Joyas är det ganska tätbefolkat, med 192 invånare per kvadratkilometer. Närmaste större samhälle är Maravatío, 15,2 km nordväst om Las Joyas. I omgivningarna runt Las Joyas växer huvudsakligen savannskog.